# Sokół (rejon halicki)
Sokół (ukr. Сокіл) – wieś na Ukrainie, w  obwodzie iwanofrankiwskim, w rejonie halickim, nad Łomnicą.
Według profesora Władysława Łuszczkiewicza (1828-1900), Wojciecha hr. Dzieduszyckiego (1848-1909) i kanonika Antoniego Petruszewicza (1821-1913), pierwotnie na obszarze wsi leżał dawny Halicz.